# Forêt nationale de Kaibab
La forêt nationale de Kaibab est une forêt fédérale protégée situé en Arizona, aux États-Unis.
Elle s'étend sur une surface de 6 500 km2 et a été créée en 1909.

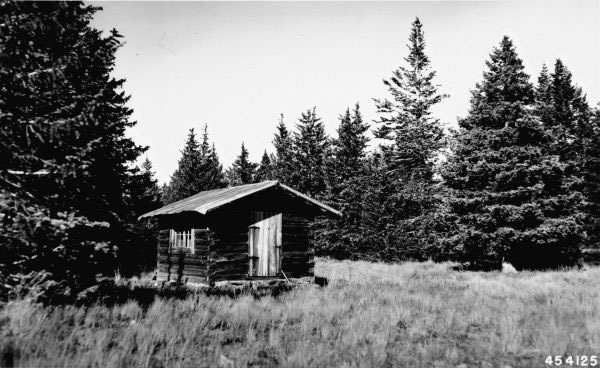
Kendrick Lookout Cabin, construite vers 1911, inscrite au Registre national des lieux historiques.